# Indonesia tại Đại hội Thể thao Đông Nam Á 2021
Indonesia tham gia tranh tài tại Đại hội Thể thao Đông Nam Á 2021 tại Hà Nội, Việt Nam từ ngày 12 đến 23 tháng 5 năm 2022. Đoàn thể thao Indonesia gồm có 499 vận động viên, tranh tài ở 32 trong số 40 môn thể thao.